# Colfax County (Nebraska)
Das Colfax County ist ein County im US-Bundesstaat Nebraska. Der Verwaltungssitz (County Seat) ist Schuyler.

## Geographie
Das County liegt im Osten von Nebraska, ist etwa 80 km von Iowa entfernt und hat eine Fläche von 1084 Quadratkilometern, wovon 14 Quadratkilometer Wasserfläche sind. Es grenzt an folgende Countys:
|               | Stanton County | Cuming County   |
| Platte County |                | Dodge County    |
|               | Butler County  | Saunders County |

## Geschichte

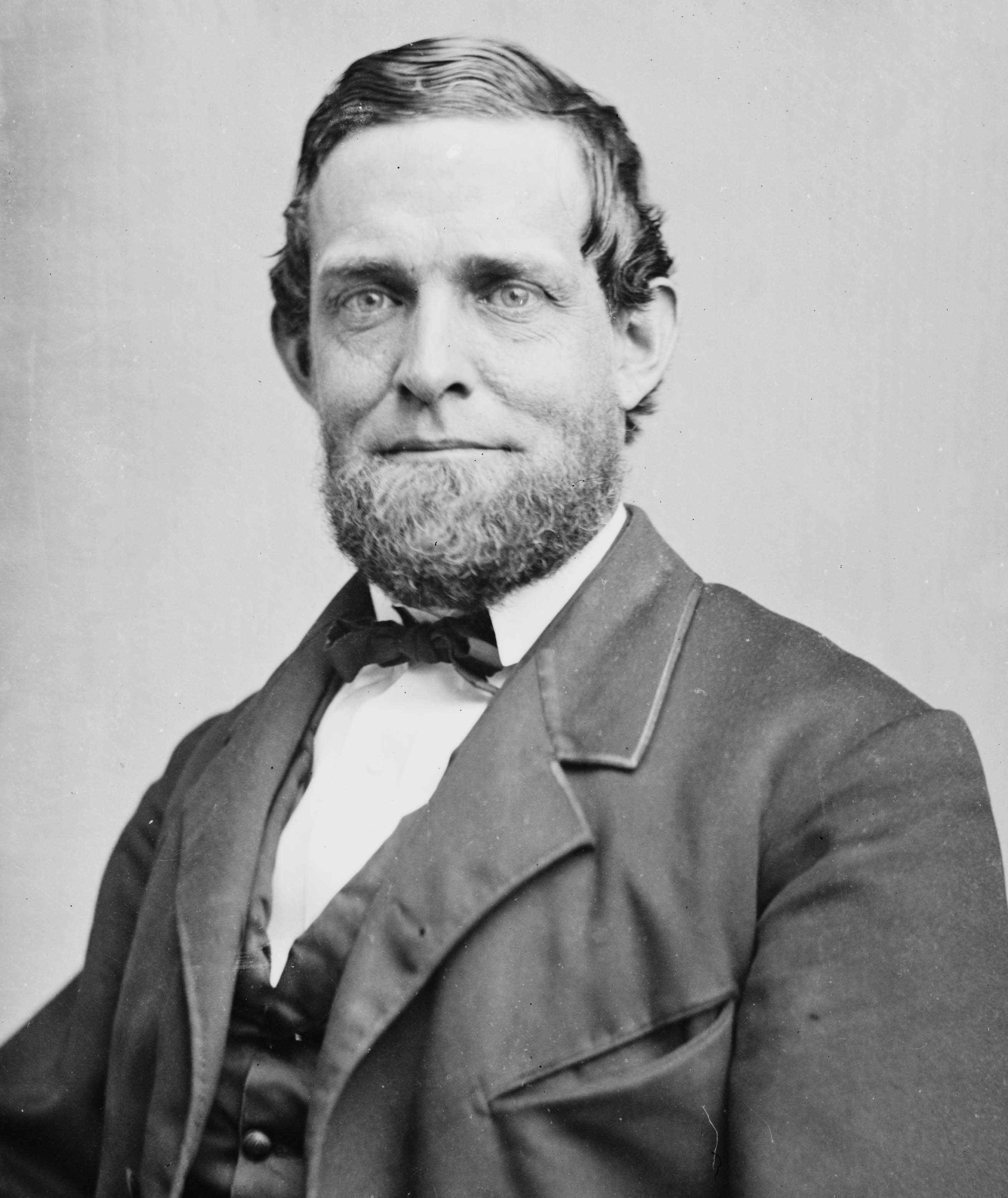
S. Colfax

Das Colfax County wurde 1869 gebildet. Benannt wurde es nach Schuyler Colfax, dem 17. Vizepräsidenten der Vereinigten Staaten (1869–1873).

Elf Bauwerke und Stätten des Countys sind im National Register of Historic Places eingetragen (Stand 10. Februar 2018).

## Demografische Daten

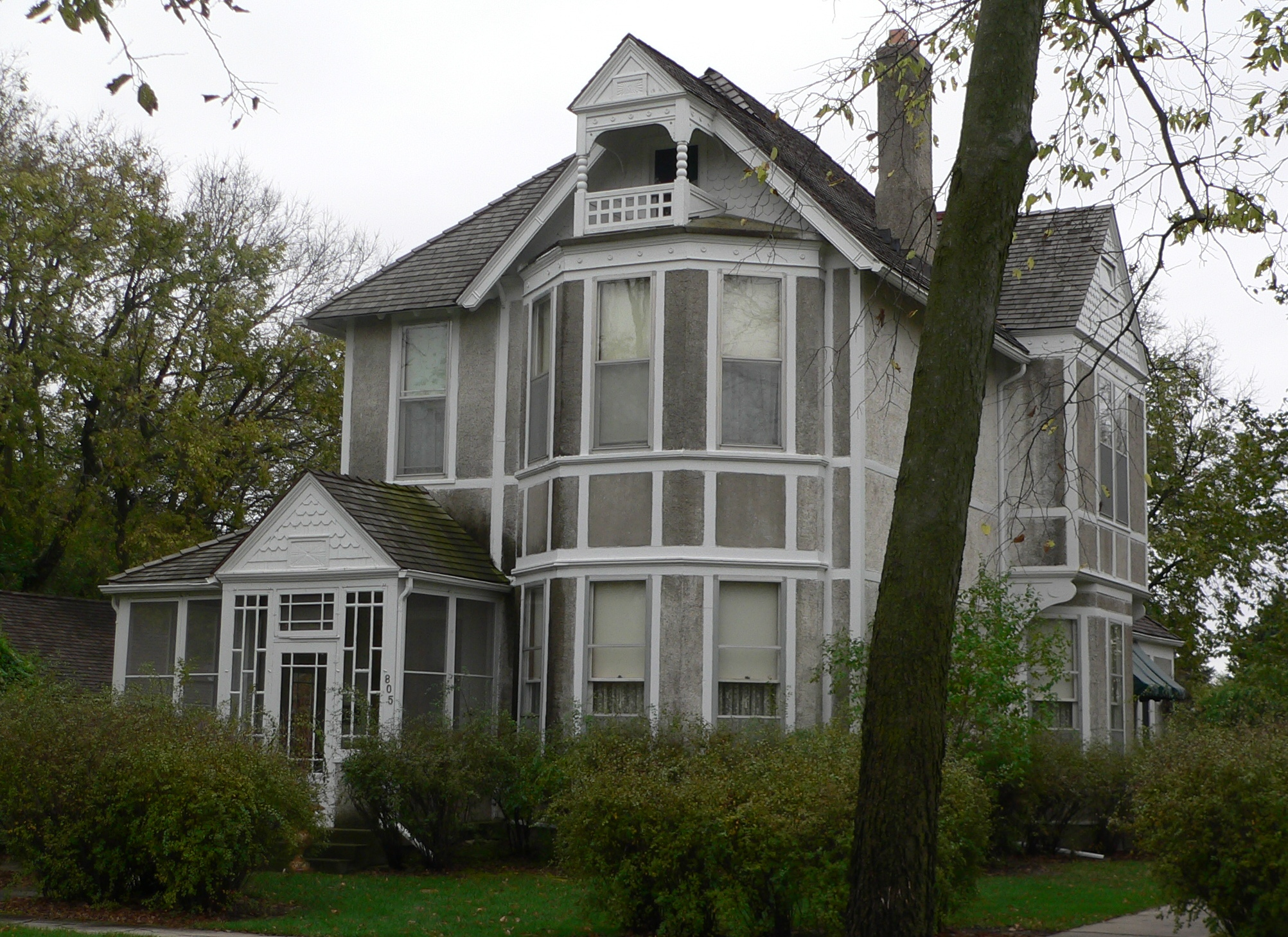
John Janecek House, gelistet im NRHP

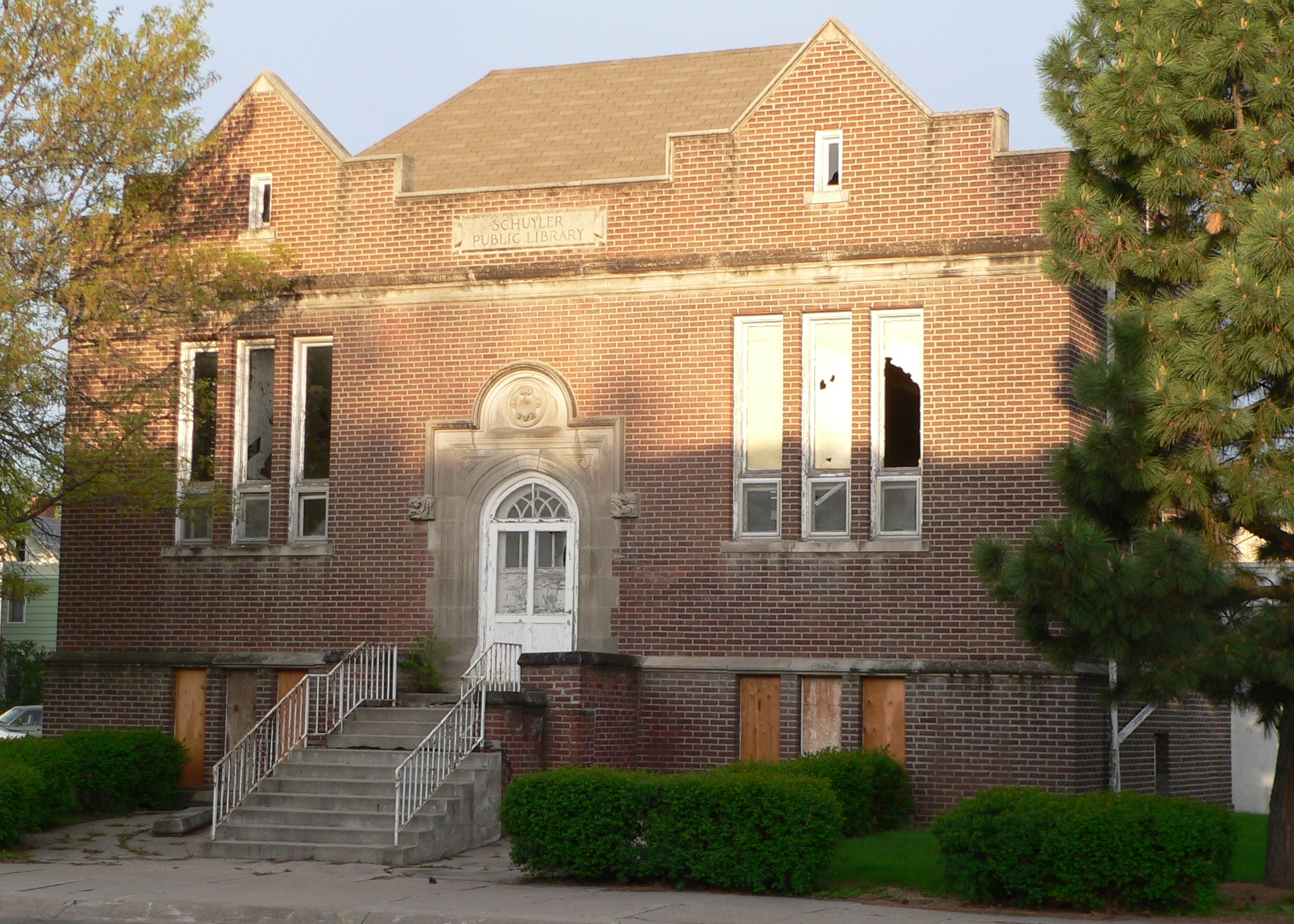
Schuyler Carnegie Library, gelistet im NRHP

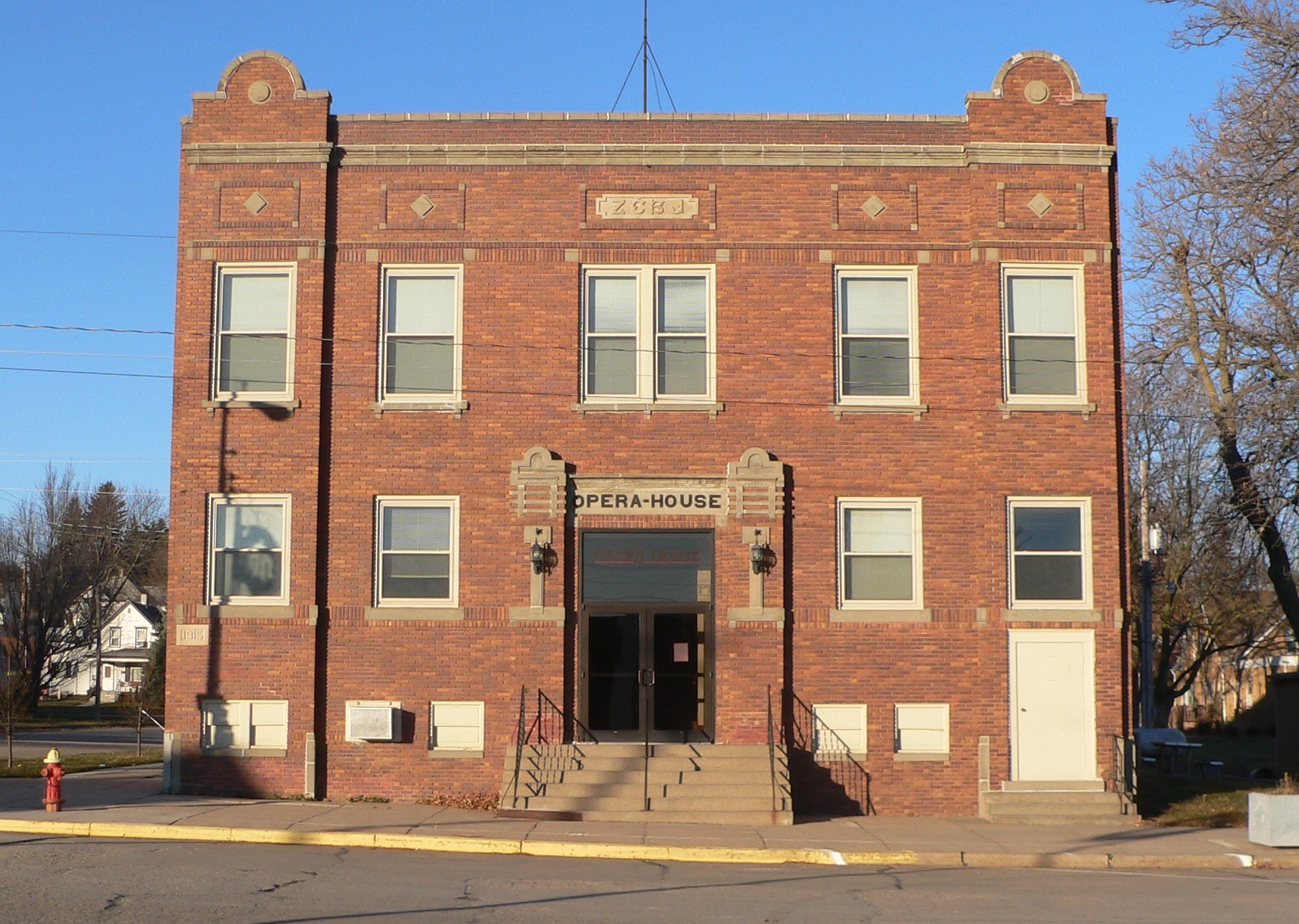
Z.C.B.J. Opera House, gelistet im NRHP

Nach der Volkszählung im Jahr 2000 lebten im Colfax County 10.441 Menschen in 3.682 Haushalten und 2.592 Familien. Die Bevölkerungsdichte betrug 10 Einwohner pro Quadratkilometer. Ethnisch betrachtet setzte sich die Bevölkerung zusammen aus 81,73 Prozent Weißen, 0,07 Prozent Afroamerikanern, 0,19 Prozent amerikanischen Ureinwohnern, 0,20 Prozent Asiaten, 0,14 Prozent Bewohnern aus dem pazifischen Inselraum und 15,94 Prozent aus anderen ethnischen Gruppen; 1,73 Prozent stammten von zwei oder mehr Ethnien ab. 26,17 Prozent der Bevölkerung waren spanischer oder lateinamerikanischer Abstammung, die verschiedenen der genannten Gruppen angehörten.
Von den 3.682 Haushalten hatten 35,6 Prozent Kinder und Jugendliche unter 18 Jahre, die bei ihnen lebten. 58,9 Prozent waren verheiratete, zusammenlebende Paare, 7,1 Prozent waren allein erziehende Mütter, 29,6 Prozent waren keine Familien, 25,7 Prozent waren Singlehaushalte und in 15,4 Prozent lebten Menschen im Alter von 65 Jahren oder darüber. Die Durchschnittshaushaltsgröße lag bei 2,80 und die durchschnittliche Familiengröße bei 3,31 Personen.
Auf das gesamte County bezogen setzte sich die Bevölkerung zusammen aus 28,9 Prozent Einwohnern unter 18 Jahren, 8,5 Prozent zwischen 18 und 24 Jahren, 27,9 Prozent zwischen 25 und 44 Jahren, 18,7 Prozent zwischen 45 und 64 Jahren und 16,0 Prozent waren 65 Jahre alt oder darüber. Das Durchschnittsalter betrug 35 Jahre. Auf 100 weibliche kamen statistisch 106,4 männliche Personen. Auf 100 Frauen im Alter von 18 Jahren oder darüber kamen statistisch 105,7 Männer.

Das jährliche Durchschnittseinkommen eines Haushalts betrug 35.849 USD, das Durchschnittseinkommen der Familien betrug 40.936 USD. Männer hatten ein Durchschnittseinkommen von 25.656 USD, Frauen 20.485 USD. Das Prokopfeinkommen betrug 15.148 USD. 7,2 Prozent der Familien und 10,8 Prozent der Bevölkerung lebten unterhalb der Armutsgrenze. Davon waren 13,8 Prozent Kinder oder Jugendliche unter 18 Jahre und 7,9 Prozent waren Menschen über 65 Jahre.

## Städte und Gemeinden
Citys
- Clarkson
- Schuyler

Villages
- Howells
- Leigh
- Richland
- Rogers